# Krasnosłobodskoje
Krasnosłobodskoje (ros. Краснослободское) – wieś (sieło) w Rosji, w obwodzie swierdłowskim, w rejonie słobodo-turińskim. W 2021 liczyła 574 mieszkańców.